# Hotel Bazar

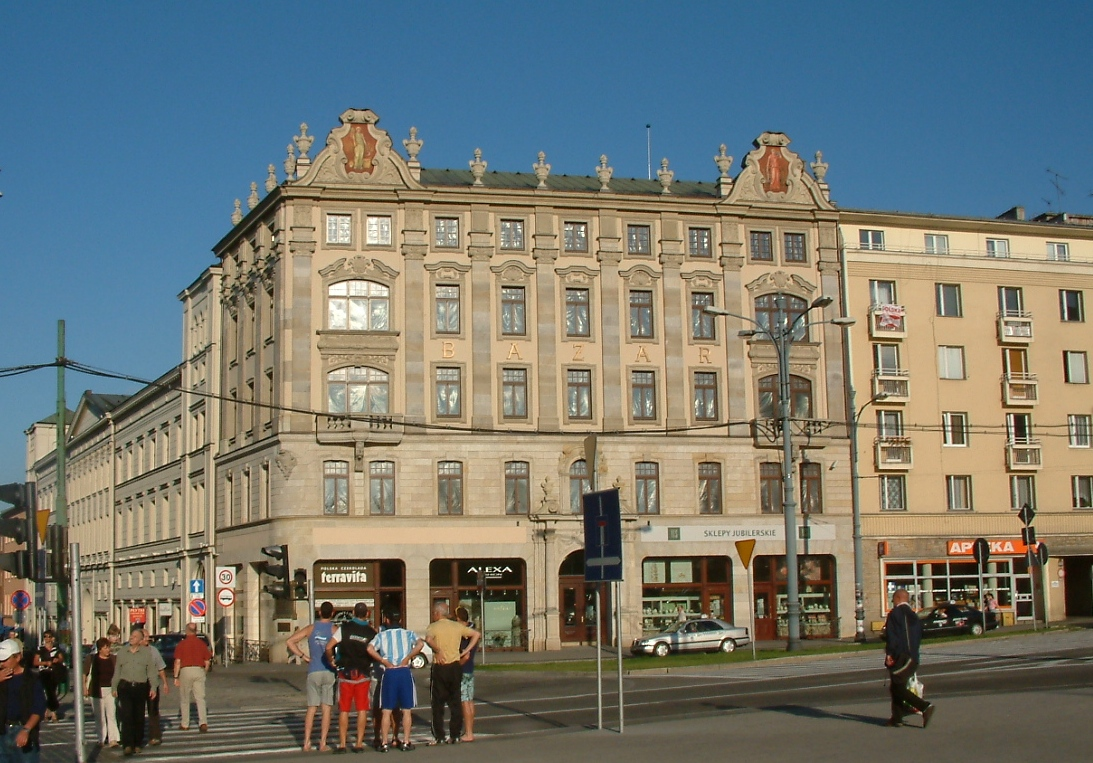
Hotel Bazar

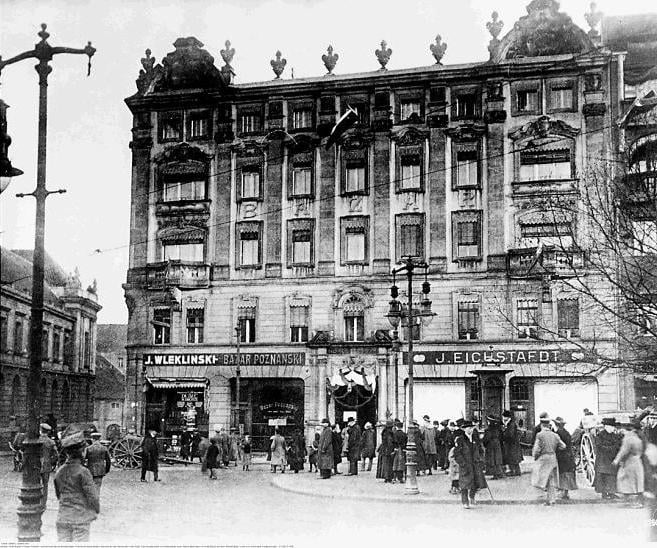
Hotel Bazar während des Großpolnischen Aufstands

Bazar ist ein historisches Gebäude und ehemaliges Hotel in Poznań. Es befindet sich im Zentrum der Stadt, nicht weit vom Alten Markt, in der Paderewski-Straße.

## Geschichte
Das 1841 durch die Gesellschaft „Bazar Poznański“ erbaute Hotel war ein Stützpunkt der polnischen Unabhängigkeitsbewegung. Das Hotelrestaurant besuchte u. a. Karol Marcinkowski, hier begann auch die Geschäftskarriere von Hipolit Cegielski. Die am 26. Dezember 1918 aus dem Fenster von Bazar gehaltene Rede von Ignacy Jan Paderewski wurde zum Auslöser des Großpolnischen Aufstands.
Während der deutschen Besatzung Polens 1939 bis 1945 hieß das Hotel „Posener Hof“. Im Laufe der Schlacht um Posen 1945 wurde das Gebäude zerstört.
Nach dem Krieg baute man das Gebäude im sozialistischen Stil wieder auf und übergab es 1950 dem staatlichen Hotel- und Touristik-Unternehmen Orbis. Im Jahre 1990 übernahm die Gesellschaft „Bazar Poznański“ das Hotel zurück und renovierte es. Das Gebäude beherbergt z. Z. ein Restaurant, Konferenzräume, Büros und Boutiquen.